# Saint-Germain-des-Bois (Cher)
Saint-Germain-des-Bois é uma comuna francesa na região administrativa do Centro, no departamento de Cher. Estende-se por uma área de 29 km². Em 2010 a comuna tinha 645 habitantes (densidade: 22,2 hab./km²).